# 2007년 LG 트윈스 시즌
2007년 LG 트윈스 시즌은 LG 트윈스가 KBO 리그에 참가한 18번째 시즌으로, MBC 청룡 시절까지 합하면 26번째 시즌이다. 김재박 감독이 팀을 이끈 첫 시즌이며, 이종열이 주장을 맡았다. 팀은 8팀 중 정규시즌 5위에 그치며 5년 연속으로 포스트시즌 진출에 실패했다.

## 타이틀
- 야구 월드컵 국가대표: 이승호
- KBO 골든글러브: 이대형 (외야수 3위)
- KBO 사랑의 골든글러브: 박용택
- 아시아 야구 선수권 대회 2위: 류택현, 조인성, 이대형
- 스포츠서울 올해의 성취상: 이대형
- 마이데일리 선정 역대 FA 몸값 총액별 포지션 베스트: 박명환 (선발투수)
- OSEN 선정 방출 선수 라인업: 진필중 (마무리), 마해영 (지명타자)
- 올스타 선발: 조인성 (포수)
- 올스타전 추천선수: 박명환, 우규민, 류택현, 이종열
- 프로야구 올드스타: 김용수, 이정훈
- 연봉으로 본 올스타: 마해영 (지명타자)
- 컴투스프로야구2022 타이틀홀더 라인업: 이종열 (2루수)
- 컴투스프로야구 주요 FA 라인업: 박명환 (선발투수)
- 컴투스프로야구 선정 메이저리거 라인업: 봉중근
- 컴투스프로야구 벤치클리어링 라인업: 봉중근 (선발투수)
- 출장(타자): 박용택 (126)
- 타수: 박용택 (479)
- 도루: 이대형 (53)
- 출장(투수): 류택현 (81)
- 구원등판: 류택현 (81)
- 홀드: 류택현 (23)
- 터프세이브: 우규민 (7)
- 풋아웃: 최동수 (1042)
- 어시스트: 권용관 (379)
- 병살 처리: 최동수 (121)

### 퓨처스리그
- 퓨처스 올스타: 윤동건, 최승준, 이시찬, 안치용
- 북부리그 4사구: 안치용 (55)
- 홀드: 민경수 (9)

## 선수단
- 선발투수: 박명환, 옥스프링, 최원호, 봉중근, 하리칼라
- 구원투수: 정재복, 류택현, 김민기, 심수창, 이승호, 장준관, 박석진, 민경수, 김재현, 송현우, 최유건, 김회권, 김기표, 경헌호, 김광삼
- 마무리투수: 우규민, 신윤호
- 포수: 조인성, 최승환, 박도현
- 1루수: 최동수, 최길성
- 2루수: 이종열, 박경수, 김우석
- 유격수: 권용관
- 3루수: 김상현, 추승우, 박용근
- 좌익수: 박용택, 최만호
- 중견수: 이대형, 안치용
- 우익수: 발데스, 정의윤, 오태근, 손인호
- 지명타자: 김용우, 이성열, 양현석, 최승준, 안재만, 황선일, 마해영

## 여담
- 시즌 전 해외파 특별 드래프트에서 류제국을 지명했다.
- 이종열은 8월 29일 경기에서 KBO 리그 사상 최초로 한 이닝에 좌, 우 양 타석에서 모두 안타를 쳤다.
- 우규민은 이 시즌에 13개의 블론세이브를 범했는데, 이는 KBO 리그가 블론세이브를 집계하기 시작한 2006년 이래로 단일 시즌 최다 기록이다.
- 팀은 9월 7일부터 11일까지 단일시즌 4경기 연속으로 연장전을 치렀다. 이는 KBO 사상 최초의 기록이다.
- 권용관은 당시 규정 타석 충족 야수 중 유일하게 음수 WAR을 기록했다.
- LG 트윈스 2군은 전국종합야구선수권대회에서 현대 유니콘스 2군에 패해 아쉽게 준우승에 그쳤다. 신윤호가 결승전 패전투수가 되었다.
- 이대형은 외야수 부문 3위로 KBO 골든글러브를 수상했는데, 4위로 입상에 실패한 이택근과 단 1표 차이였다.